# ネル・デマイヤー
ネル・デマイヤー（Nel Demeyer, 2001年3月21日 - ）は、ベルギーの女子バレーボール選手。ベルギー代表。

## 来歴

### クラブチーム
ヘント出身。2018年、Topsportschool Vilvoorde入団。2019年、VC Oudegemへ移籍。2021/22シーズンはベルギーカップで優勝し、ベストリベロ賞を受賞。2023/24シーズンからはチームの主将を務める。

### 代表チーム
2021年、シニア代表に初選出され、同年のネーションズリーグでデビューした。2022年、世界選手権に出場し9位となった。2023年、パリ五輪予選、欧州選手権に出場した。2024年からはOHとして試合に出場しヨーロッパゴールデンリーグに出場し銅メダルを獲得した。2025年、ネーションズリーグに出場した。

## 球歴
- 世界選手権 - 2022年
- ネーションズリーグ - 2021年、2022年、2025年
- オリンピック予選 - 2023年
- 欧州選手権 - 2021年、2023年

## 受賞歴
- 2022年 - 2021/22 Belgian Liga ベストリベロ賞
- 2023年 - ベルギーカップ MVP

## 所属クラブ
- Topsportschool Vilvoorde（2018-2019年）
- VC Oudegem（2019年-）